# Wanda Morżkowska-Tyszkowa
Wanda Aniela Morżkowska-Tyszkowa (ur. 5 kwietnia 1907 w Warszawie, zm. 22 marca 1936 w Warszawie) – polska badaczka literatury, autorka prac o Żmichowskiej i Żeromskim.

## Życiorys
Była najmłodszym z pięciorga dzieci Zygmunta Morżkowskiego, etnografa, i Anieli Józefy z Sulickich. Ukończyła Gimnazjum Juliusza Słowackiego w Warszawie, po czym rozpoczęła studia Wydziale Filozoficznym Uniwersytetu Warszawskiego (1926). Po roku przeniosła się na Uniwersytet Jana Kazimierza we Lwowie, gdzie studiowała filologię polską pod kierunkiem Juliusza Kleinera i Zygmunta Szweykowskiego. W czerwcu 1929 uzyskała licencjat na podstawie pracy o Stefanie Żeromskim. W tym samym miesiącu poślubiła dyplomatę Józefa Tyszkę. Kolejne lata spędziła w Paryżu na stypendium doktoranckim. 10 października 1932 przedstawiła na Uniwersytecie Lwowskim dysertację doktorską Żmichowska wobec romantyzmu, przygotowaną pod kierunkiem Juliusza Kleinera, a recenzowaną przez Wilhelma Bruchnalskiego i Eugeniusza Kucharskiego. Pod niewiele zmienionym tytułem Żmichowska wobec romantyzmu francuskiego praca ukazała się w "Pamiętniku Literackim" w 1933 (zeszyt 3/4) oraz (w formie odbitki) jako tom piąty "Badań Literackich" we Lwowie w 1934.
Publikowała artykuły na łamach "Tygodnika Ilustrowanego", "Rocznika Literackiego", "Pionu". Opracowała nieznane wcześniej listy Żeromskiego dotyczące zbiorów rapperswilskich, nie udało się jej jednak znaleźć wydawcy.
Z małżeństwa z Józefem Tyszką doczekała się dwóch córek: Joanny Anieli (ur. 1933 w Le Havre) i Wandy Agnieszki (ur. 1936 w Warszawie). Zmarła 22 marca 1936 wskutek gorączki poporodowej, krótko po nominacji jej męża na attaché poselstwa polskiego w Tallinnie. Została pochowana na Cmentarzu Powązkowskim w Warszawie w grobowcu rodzinnym Tyszków. Księga pamiątkowa ku uczczeniu Juliusza Kleinera (Łódź 1949) wymienia jej nazwisko błędnie na liście uczniów Kleinera, zmarłych lub zamordowanych w czasie II wojny światowej.